# Glutamato monopotásico
El glutamato monopotásico es una sal ácida (sal ácida monopotásica) del ácido glutámico que suele emplearse por la industria alimentaria como un potenciador del sabor. Otro nombre por el que se conoce es el de goma de celulosa hidrolizada o por el código: E-622. En la industria alimentaria aparece bajo la denominación abreviada MPG. Suele emplearse como un substituto del MSG y elaborar potenciadores del sabor bajos en sodio. Es un favorecedor del sabor umami.